# Domingo García (province de Ségovie)
Pour les articles homonymes, voir Domingo García.
Domingo García est une commune de la province de Ségovie dans la communauté autonome de Castille-et-León en Espagne.

## Sites et patrimoine
- Station d'art rupestre à l'air libre de Domingo García (es)

Station d'art rupestre
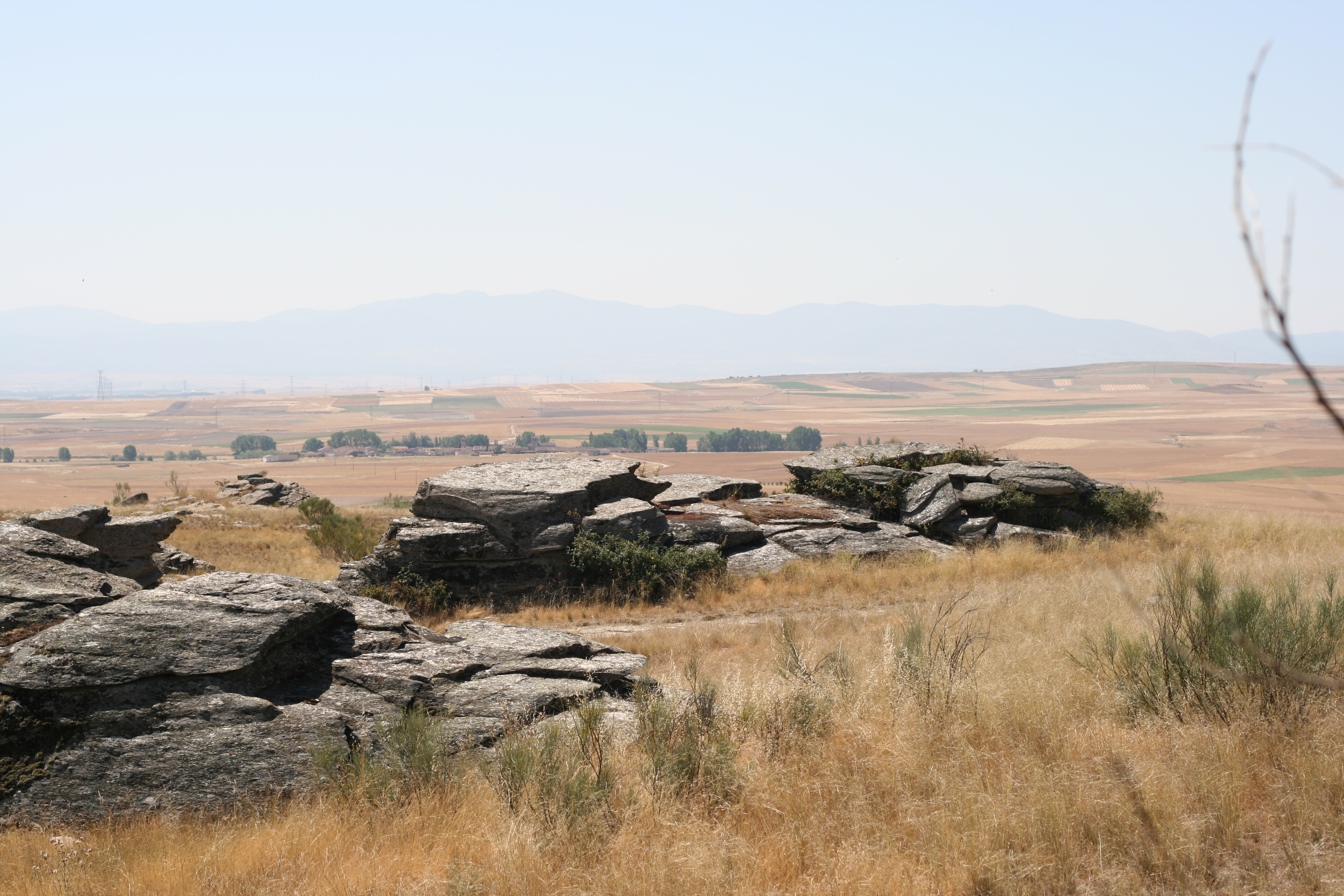
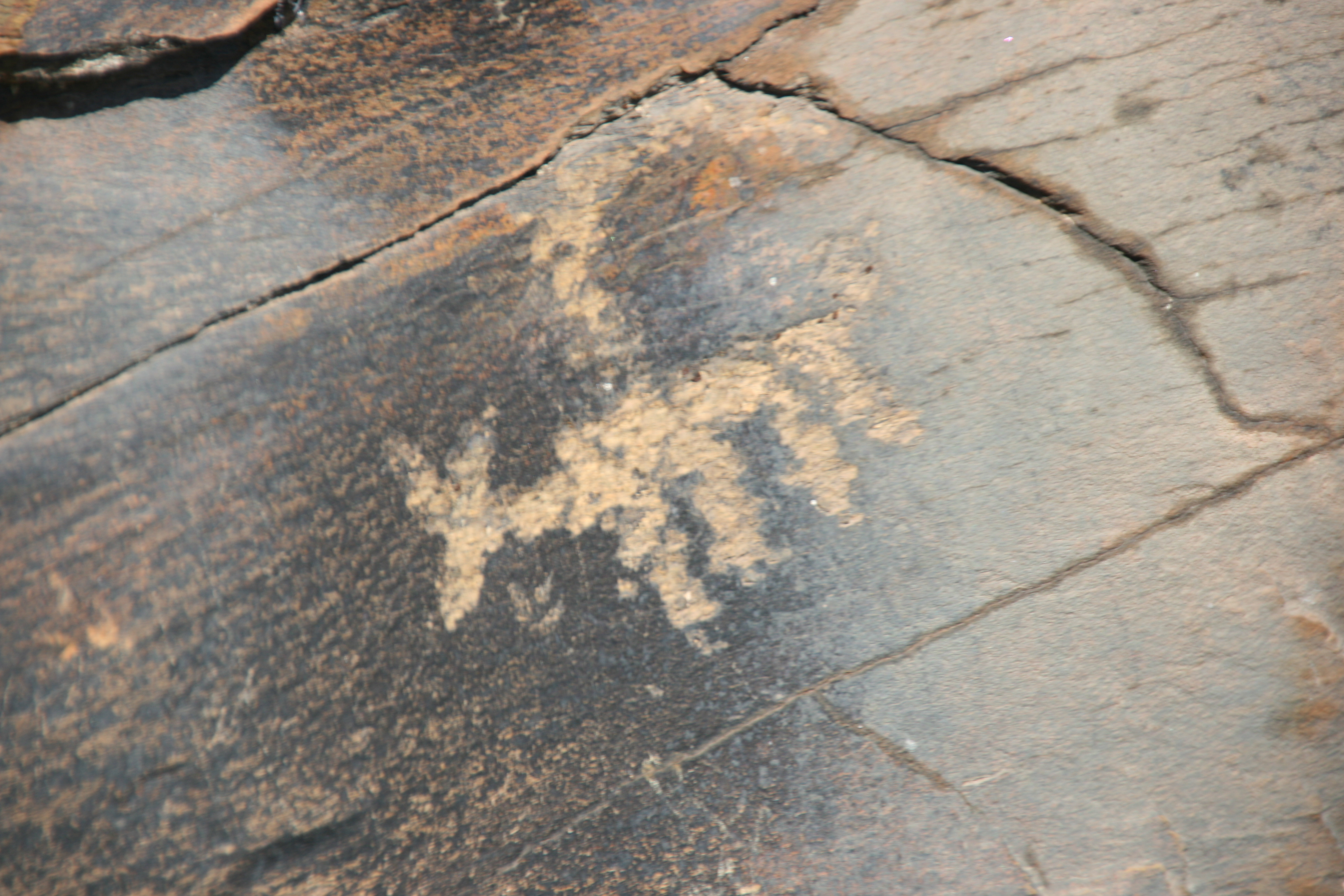
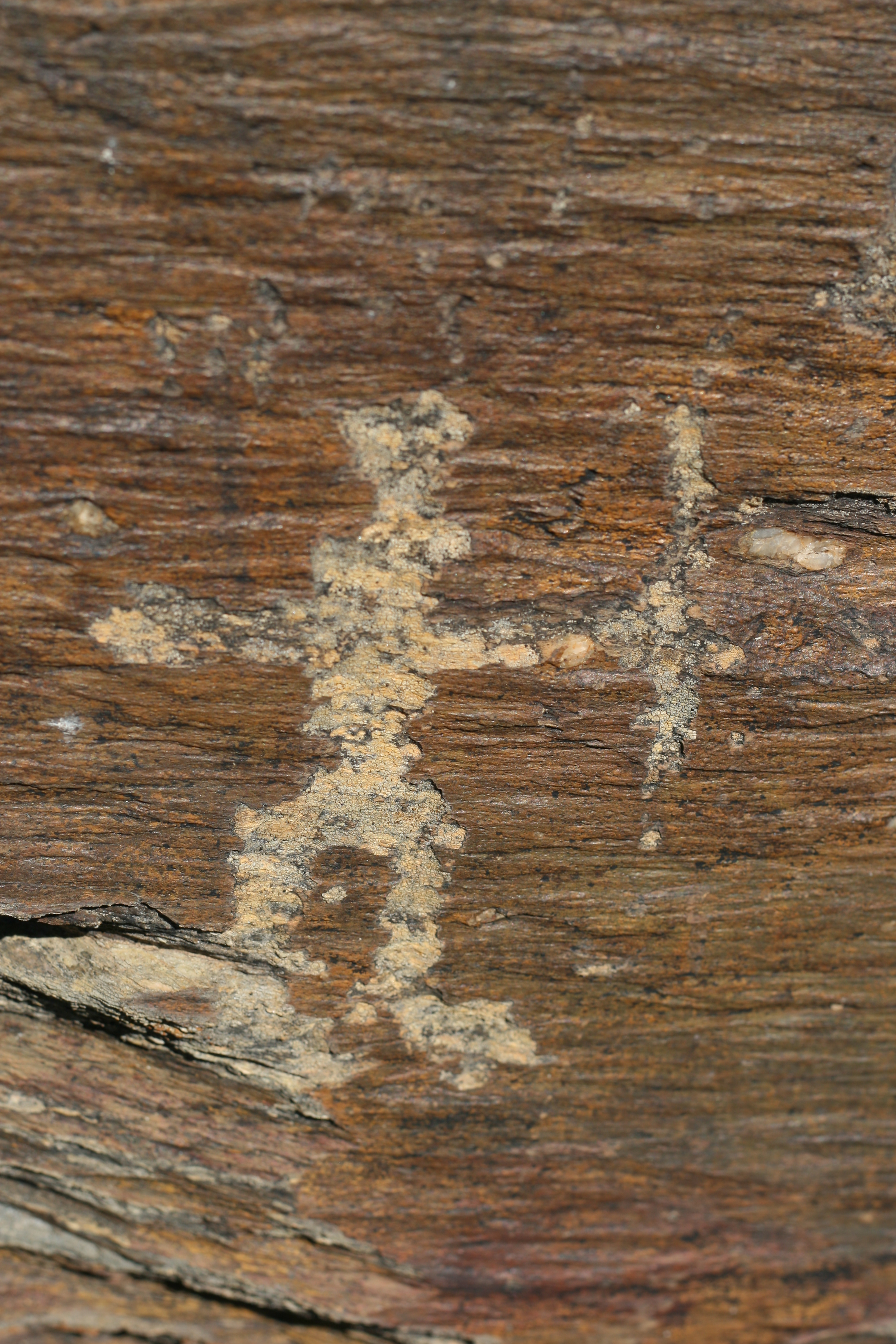

- Église paroissiale Sainte Cécile
- Chapelle San Isidro

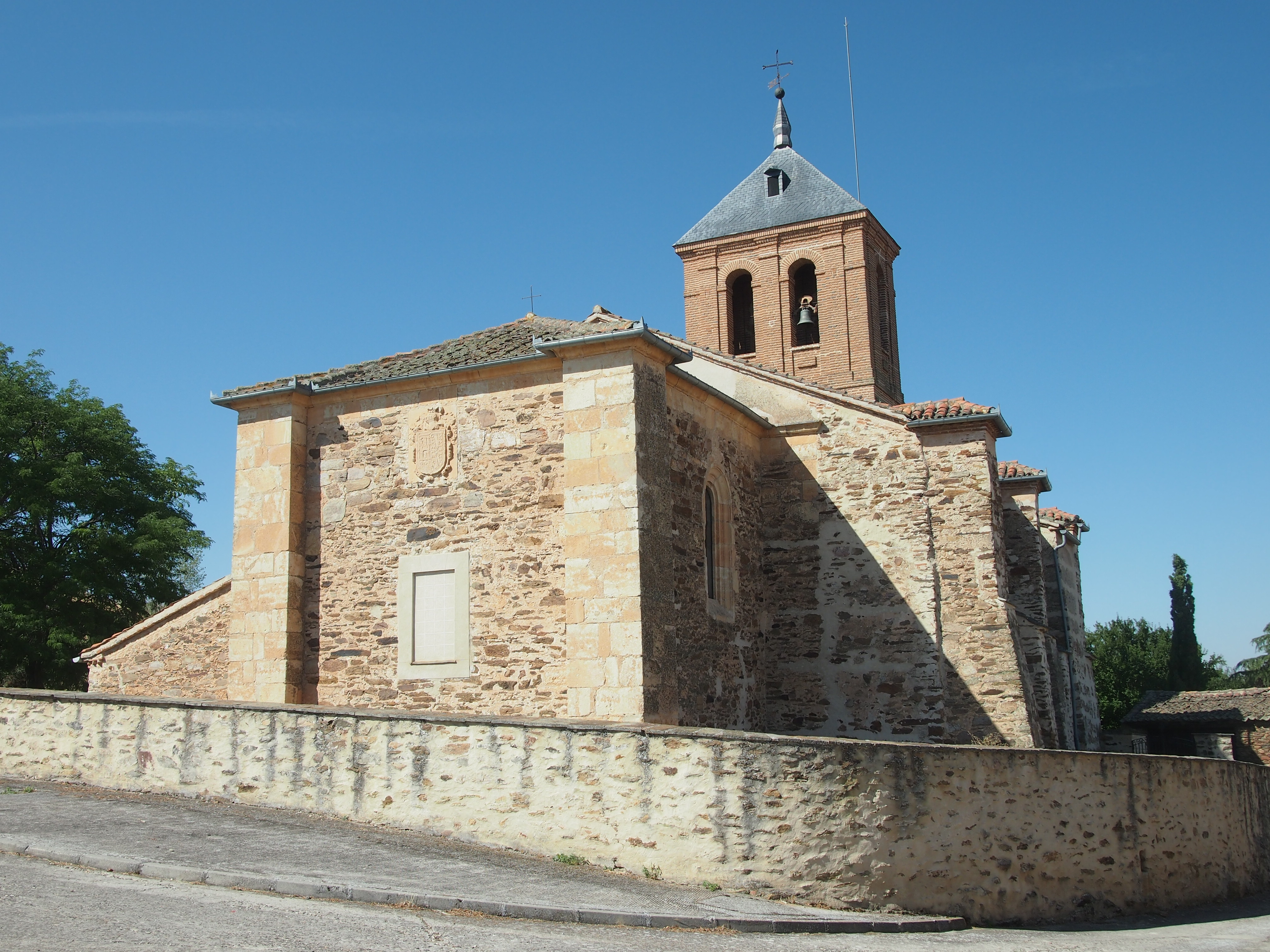
Église Sainte Cécile.
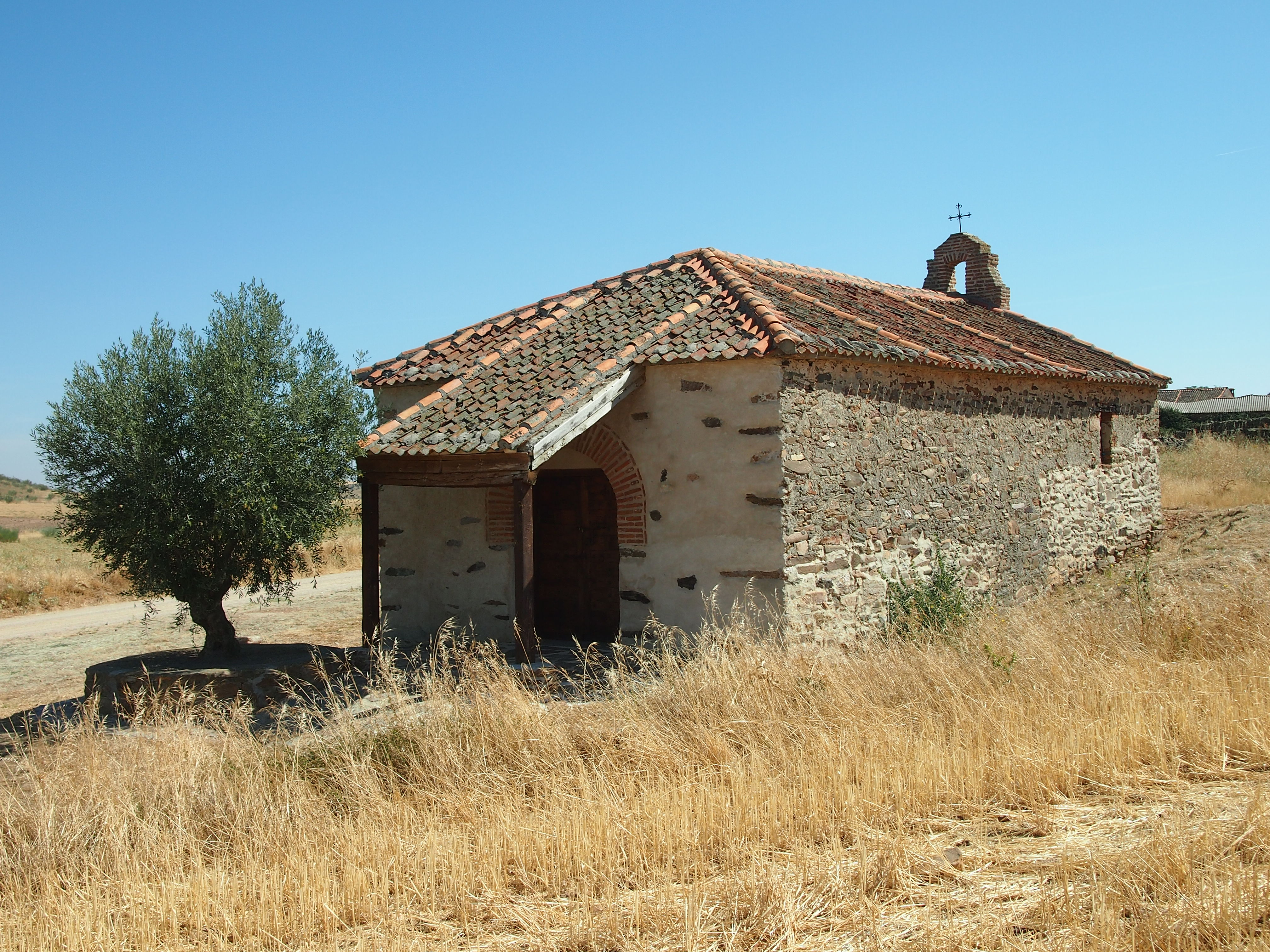
Chapelle Santo Cristo.